# Marsco
Marsco är ett berg i Storbritannien.   Det ligger i kommunen Highland och riksdelen Skottland, i den nordvästra delen av landet, 700 km nordväst om huvudstaden London. Toppen på Marsco är 736 meter över havet, eller 441 meter över den omgivande terrängen. Bredden vid basen är 2,4 km. Marsco ligger på ön Skye. Det ingår i Cuillin Hills.
Terrängen runt Marsco är huvudsakligen kuperad.Trakten runt Marsco består i huvudsak av gräsmarker.